# Box-office 1984 au Canada et aux États-Unis
Cet article traite du box-office de 1984 au Canada et aux États-Unis. 

## Classement
| Rang | Titre                                 | Pays                  | Réalisateur      | Recettes      |
| ---- | ------------------------------------- | --------------------- | ---------------- | ------------- |
| 1.   | Le Flic de Beverly Hills              | États-Unis d'Amérique | Martin Brest     | 234 760 478 $ |
| 2.   | Ghostbusters                          | États-Unis d'Amérique | Ivan Reitman     | 229 242 989 $ |
| 3.   | Indiana Jones et le Temple maudit     | États-Unis d'Amérique | Steven Spielberg | 179 870 271 $ |
| 4.   | Gremlins                              | États-Unis d'Amérique | Joe Dante        | 148 168 459 $ |
| 5.   | Karaté Kid                            | États-Unis d'Amérique | John G. Avildsen | 90 815 558 $  |
| 6.   | Police Academy                        | États-Unis d'Amérique | Hugh Wilson      | 81 198 894 $  |
| 7.   | Footloose                             | États-Unis d'Amérique | Herbert Ross     | 80 035 402 $  |
| 8.   | À la poursuite du diamant vert        | États-Unis d'Amérique | Robert Zemeckis  | 76 572 238 $  |
| 9.   | Star Trek 3 : À la recherche de Spock | États-Unis d'Amérique | Leonard Nimoy    | 76 471 046 $  |
| 10.  | Splash                                | États-Unis d'Amérique | Ron Howard       | 69 821 334 $  |
| 11.  | Purple Rain                           | États-Unis d'Amérique | Albert Magnoli   | 68 392 977 $  |
| 12.  | Amadeus                               | États-Unis d'Amérique | Miloš Forman     | 51 564 280 $  |
| 13.  | La Corde raide                        | États-Unis d'Amérique | Richard Tuggle   | 48 143 579 $  |
| 14.  | Le Meilleur                           | États-Unis d'Amérique | Barry Levinson   | 47 951 979 $  |
| 15.  | Greystoke, la légende de Tarzan       | États-Unis d'Amérique | Hugh Hudson      | 45 858 563 $  |
| 16.  | Les Tronches                          | États-Unis d'Amérique | Jeff Kanew       | 40 874 452 $  |
| 17.  | 2010 : L'Année du premier contact     | États-Unis d'Amérique | Peter Hyams      | 40 400 657 $  |
| 18.  | Break Street 84                       | États-Unis d'Amérique | Joel Silberg     | 38 682 707 $  |
| 19.  | Le Palace en folie                    | États-Unis d'Amérique | Neal Israel      | 38 435 947 $  |
| 20.  | L'Aube rouge                          | États-Unis d'Amérique | John Milius      | 38 376 497 $  |